# Ixamatus lornensis
Ixamatus lornensis là một loài nhện trong họ Nemesiidae.
Ixamatus lornensis được miêu tả năm 1985 bởi Raven.